# Sobradinho (Rio Grande do Sul)
Pour les articles homonymes, voir Sobradinho.
Sobradinho est une ville de l'État du Rio Grande do Sul au Brésil.